# 内臣
内臣（うちつおみ/ないしん）は、飛鳥時代から平安時代初めにかけて置かれた役職で律令政治下では令外官にあたった。歴史上4名が任命されているがいずれも藤原氏出身である。
天皇の最高顧問で天皇を擁護して政務の機要を掌握する大臣に匹敵する官職であったが、常設の官職ではなく、その職掌はその時々に応じて全く違うものであった。

## 概要
最初である中臣鎌足（のちの藤原鎌足）は、645年乙巳の変で蘇我氏宗家が滅亡した後に任じられ、中大兄皇子を助けて文武百官の上に立って政治の中枢を担って大化の改新の遂行にあたった。乙巳の変の当時、鎌足の出身である中臣氏は朝廷の神祇を司っている名門の家柄ではあったが、政治的実績では蘇我氏や大伴氏・阿倍氏などと比較すると一段劣っており、制度上の臣下中最高位である左大臣・右大臣に中臣氏出身の鎌足を付ける事は古くから朝廷の政治に関って来た豪族の反感を買う可能性があった。そこで特別に「内臣」という役職を設けて、鎌足が政権中枢に参画できるようにしたのである。なお、鎌足の死の前日に特に鎌足に大織冠を授けて「内大臣」とされている。
2人目は鎌足から見れば孫にあたる藤原北家の初代・藤原房前である。721年、元明上皇が重態に陥ると、孫である皇太子・首皇子（後の聖武天皇）の後見役を期待されて「計会内外、准勅施行」にあたる役として任命された。当時の藤原四家と長屋王ら皇親との対立の中で、皇太子即位への道筋をつける目的があったとも言われている。房前は参議として太政官では決して高い地位にある訳ではなかったが、天皇（この場合は上皇及び皇太子をも含む）の詔勅を直接奉じて内外に向けた伝達・実施の手続を太政官・中務省に代わって遂行する権限（「計会内外、准勅施行」）を有すると同時に、授刀舎人寮を掌握して時には太政官を牽制する立場にも立ちえた。
鎌足と房前が皇太子（後に天皇）に近侍して国政に従事したことは間違いないが、当時の内臣と政府中枢（律令制では太政官）との関係性については不明確な点が多く（房前は参議であったが、太政官の序列からすれば下位の幹部に過ぎない）、むしろ独立した権限を有した政府の顧問官の立場にあったと考えられている。また、房前の内臣が皇太子即位とともに目的を果たしたものとして任を解かれたものなのか、房前の死去まで在任していたのかについても意見が分かれている。なお、近年になって孝謙天皇の時代に房前の子である藤原永手が内臣に任じられていたとする新説が出され、天平勝宝8歳（756年）の聖武上皇の崩御から翌年天平宝字元年の永手の中納言昇進までと具体的時期を推測する見解も出されている（永手の中納言昇進と藤原仲麻呂の紫微中台強化が同時期であるため、仲麻呂の策動で中納言昇進を口実として解任されたとみる）が、この説に対する批判もあり、今後の検討を要する。
3人目は鎌足から見れば曾孫、房前の甥にあたる藤原式家の藤原良継である。771年左大臣であった藤原永手が病死すると、良継が藤原一族の中心となって光仁天皇を補佐する立場に立ったものの、良継は過去に兄である藤原広嗣の反乱による連座と自らが大伴家持らと企てた藤原仲麻呂暗殺計画によって2度官職を剥奪された事もあって出世が大幅に遅れ、中納言でしかなかった。そこで光仁天皇は良継を大納言を経ずして任命資格のない内臣に任じて大臣と同格扱い（この時「職掌は大納言と同じとし、待遇は大臣に准じる」として官位・禄賜職分雑物は大納言と同格、食封は大納言と大臣の中間である1,000戸とする規則が定められた）として太政官の一員として配置し、名実ともに政府中枢に置いたのである。また、当時上役として同族の長老である右大臣大中臣清麻呂がおり、清麻呂を太政官の官位序列を筆頭としての地位を保持したままで良継に太政官の執政を掌らせる構想の上にあったと考えられている。6年後、その功績に報いるために内臣を鎌足の例に倣って内大臣と改め、正式に令外官として位置づけられた大臣職となった。
最後は光仁天皇の側近で房前の5男にあたる藤原魚名である。778年前年に死去した内大臣良継の死を受けて任命されたもので、魚名自身は既に大納言であったが大中臣清麻呂の存在は依然として変わらず、良継の政治的立場の延長上にあったと考えられている。魚名の任命後1ヶ月も経たずに職名は「忠臣」と改称され、翌年には魚名もまた内大臣に任命される事になった。これを最後に内大臣という官職が定着する事になり、内臣は太政官の定員外の大臣である内大臣へとその性格を大きく変えた形で自然消滅することになった（その後の藤原高藤以後は内大臣としての任官となる）。
なお、内臣と内大臣の関係性については、内臣がそのまま員外の大臣（内大臣）となったとする説、内臣と大臣を兼務した存在が内大臣に移行した説、内臣の役割が太政官や皇室の家産管理を行う官司に吸収された結果として廃止されて代わりに太政官に内大臣が設けられたとする説がある。また、良継は内臣名義での宣を出していても内大臣名義での宣はなく、反対に魚名は内臣名義での宣はなく内大臣名義での宣が多数残されているため、良継と魚名の間に内臣の位置づけに関して大きな変化があったとする説もある。
なお、朝鮮半島の高句麗でも淵蓋蘇文が内臣に任じられ、百済の佐平職の筆頭を「内臣佐平」と称した例がある事から、朝鮮半島の官制を参考にした説もある。